# کالنوفکا
کالنوفکا (به لاتین: Kalnovka) یک منطقهٔ مسکونی در روسیه است که در استان آستراخان واقع شده‌است.